# Resurrecció i Davallament de Crist als Llimbs
Resurrecció i davallament de Crist als Llimbs són dos retaules de Bartolomé Bermejo que actualment formen part de la col·lecció permanent del Museu Nacional d'Art de Catalunya. El museu els va adquirir el 1914.

## Descripció
Aquestes taules, dues mostres extraordinàries del pintor cordovès Bartolomé Bermejo, formaven part d'un retaule d'iconografia incerta i de procedència desconeguda, que es completava amb dues composicions més -una Ascensió de Crist i l'Entrada de Crist al Paradís-, d'una col·lecció particular barcelonina.
Una hipòtesi vincula el grup d'obres barcelonines amb el retaule de Tous fet per Bermejo durant el seu primer periple per terres valencianes. Segons aquesta hipòtesi, la taula de sant Miquel de la National Gallery de Londres, realitzada l'any 1468, devia ocupar el lloc central d'un retaule en el qual les escenes del MNAC devien formar part dels carrers laterals.
- Resurrecció: La Resurrecció és un dels quatre compartiments conservats d'un retaule dedicat a Crist, obra de Bartolomé Bermejo, pintor cordovès que va desenvolupar la seva tasca coneguda a la corona d'Aragó. L'obra de Bermejo, caracteritzada per un realisme mancat d'idealitzacions, incorpora algunes novetats de la pintura nòrdica, com l'ús de l'oli com a aglutinant, que substitueix el tremp d'ou. En aquest compartiment, Crist surt del sepulcre davant de la mirada d'adoració d'un àngel, mentre els soldats que vigilen la tomba resten espaordits pel miracle. En segon terme es veuen les tres Maries, que han sortit de Jerusalem i caminen cap al sepulcre amb pots de perfum per ungir el cos de Crist.[3]

- Davallament de Crist als Llimbs: Compartiment d'un retaule d'estructura desconeguda. Al MNAC es conserva una altra taula del mateix conjunt, amb la Resurrecció de Crist, i dues més, Crist al Paradís i l'Ascensió, es troben a la col·lecció de l'Institut Amatller d'Art Hispànic (Barcelona). S'ha proposat la hipòtesi que Bermejo realitzés aquestes pintures durant el seu sojorn a València o a Aragó, però es desconeix l'origen de les peces.[4]